# Kanton Gujan-Mestras
 Gujan-Mestras  is een kanton van het Franse departement Gironde. Het kanton maakt deel uit van het arrondissement Arcachon. Het telt 45.006 inwoners in 2018.
Het kanton werd gevormd ingevolge het decreet van 20  februari 2014 met uitwerking op 22 maart 2015.

## Gemeenten
Het kanton omvat volgende gemeenten: 
- Gujan-Mestras
- Marcheprime
- Mios
- Le Teich